# 東武デリバリー
東武デリバリー株式会社（とうぶでりばりー）は、関東地方で貨物運送事業・倉庫業・流通加工業を営む東武グループの会社である。東武鉄道の完全子会社。

## 概要
東武グループにおける物流関連の主要企業である。
物流、倉庫のほか、文書や磁気媒体などの保管、機密文書溶解処理や文書の電子化といった業務を行っている。また個人向け事業として貸クローゼット、宅配型収納サービス、コインランドリーの運営を行っている。
この他警備輸送業務も行っていたが、2017年、デリバリーサービス株式会社を設立し7月1日付で事業を分割承継、7月3日付で綜合警備保障へ全株式を譲渡すると同時に商号を変更、ALSOK関東デリバリー株式会社として綜合警備保障の子会社となった。
2017年9月に本社所在地を東京都足立区から埼玉県さいたま市へ移転した他、同年10月に本店所在地を東京都足立区から東京スカイツリータウンへ移転した。